# Dino 206 GT & 246 GT

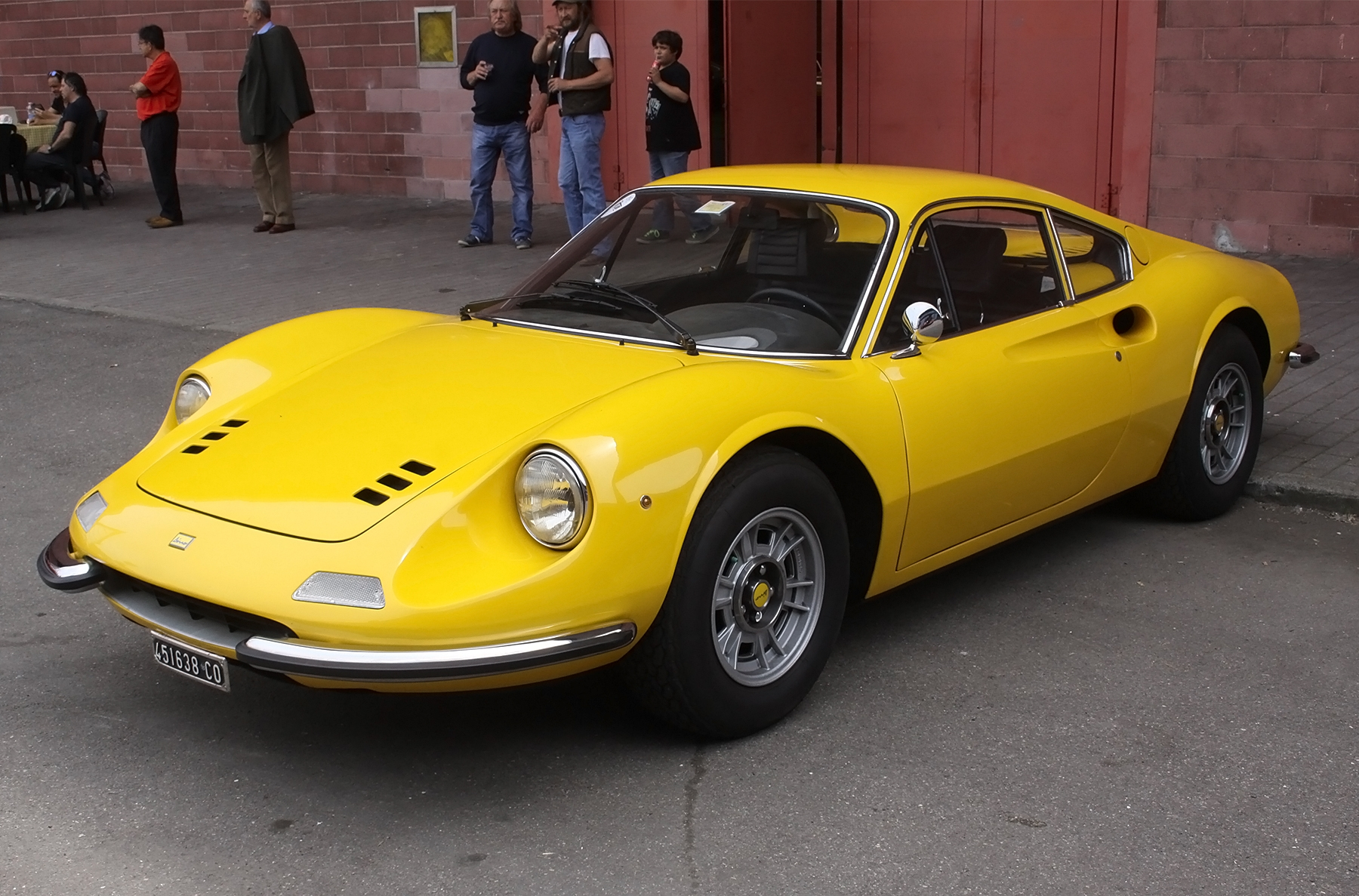
Een Dino 246 GT

De Dino 206 GT en 246 GT zijn twee, sterk gelijkende modellen van de Italiaanse autofabrikant Ferrari, die onder het merk Dino gebouwd zijn. Het merk Dino was in het leven geroepen om auto’s te leveren met een V6-motor, om deze te onderscheiden van de Ferrari modellen die een zwaardere motor hadden. De Dino 206 GT en 246 GT waren de eerste Ferrarimodellen die in een grote oplage gebouwd zijn. Ze werden gebouwd in de periode 1967 t/m 1974 naar een ontwerp van Aldo Brovarone van het Bureau Pininfarina.
Van de Dino 206 GT zijn er 152 gebouwd, verkrijgbaar als Berlinetta sportcoupé. De productie stopte in 1969. Van de Dino 246 GT en 246 GTS, die iets langer was, zijn er 3.761 gebouwd die verkrijgbaar waren als Berlinetta en met een targa-dak.